# Rigs of Rods
Rigs of Rods ("RoR") is een gratis, opensource-voertuigsimulatiespel waarin de spelers door middel van soft-body physics de bewegingen en beschadiging van een voertuig kunnen ervaren. Bij de bouw van het spel werd gebruikgemaakt van Beam, een soft-body physics engine dat door middel van een netwerk van onderling verbonden punten de bewegingen simuleert. Met deze engine kunnen ook ladingen en vervormingen van de voertuigen gesimuleerd worden. Botsingen tegen muren of andere voertuigen hebben zo invloed op het verloop van het spel.
1. ↑  Release 0.4.7.0 (20 november 2016). Geraadpleegd op 15 maart 2018.
2. ↑  2022.12 (1 januari 2023). Geraadpleegd op 3 januari 2023.